# Асиметрія

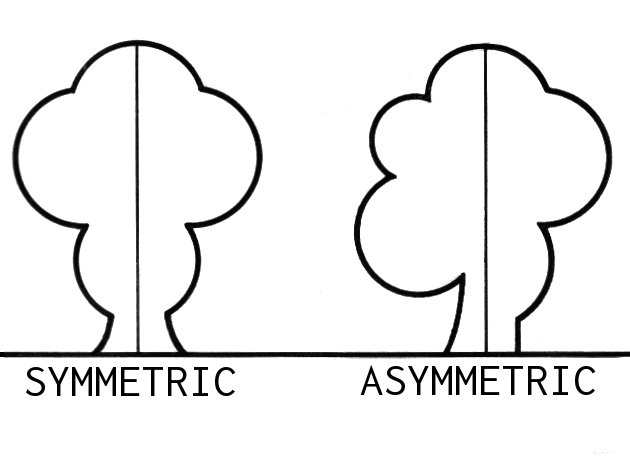
Симетричний об'єкт залишається незмінним відносно симетричного перетворення, на цьому прикладі - це дзеркальна симетрія. Для не симетричного об'єкту такого перетворення не існує.

Асиметрі́я (від дав.-гр. ασυμμετρία — «неспівмірність», від дав.-гр. μετρέω — «вимірюю») — відсутність або порушення симетрії. Найчастіше термін уживають щодо візуальних об'єктів і в образотворчому мистецтві. У художній творчості асиметрія може виступати (і дуже часто виступає) як один з основних засобів формоутворення (або композиції). Одне з близьких понять у мистецтві — аритмія. Також терміни асиметрія, асиметричний можуть означати:
- У математиці:
  - Коефіцієнт асиметрії — характеристика розподілу випадкової величини.
  - Асиметричне відношення — антирефлексивне й антисиметричне бінарне відношення.
  - Асиметричний граф — граф, який не має нетривіальних симетрій.
- Асиметричний атом — поняття стереохімії.
- Асиметрична криптографія — шифрування з відкритим та закритим ключем.
- Асиметрична інформація — ситуація, в якій сторони володіють різною інформацією[1].
- Культурна асиметрія.[2][3]
- Асиметрична війна — вид війни, який характеризується істотною різницею у військовій силі або можливостях використання стратегій і тактик сторонами-учасниками.
- Асиметрична федерація[en] — державний устрій, що характеризується різностатусністю суб'єктів федерації.